# Troubky
Troubky (en allemand : Röhren) est une commune du district de Přerov, dans la région d'Olomouc, en République tchèque. Sa population s'élevait à 2 009 habitants en 2025.

## Géographie
Troubky se trouve à 8 km à l'ouest-sud-ouest de Přerov, à 19,5 km au sud-sud-est d'Olomouc et à 222 km à l'est-sud-est de Prague.
La commune est limitée par Citov, Císařov et Rokytnice au nord, par Přerov, Bochoř et Záříčí à l'est, par Uhřičice au sud, et par Lobodice, Tovačov et Věrovany à l'ouest.

## Histoire
La première mention écrite de la localité date de 1348.

## Transports
Troubky se trouve à 5 km de Tovačov, à 8,5 km de Přerov, à 32 km de Zlín, à 25 km d'Olomouc et à 283 km de Prague.